# Toute la vérité (série télévisée allemande)
Pour les articles homonymes, voir Toute la vérité.
Toute la vérité (In Wahrheit) est une série télévisée policière allemande diffusée depuis le 9 juin 2017 sur ZDF.
En France, la série est diffusée depuis le 9 juin 2017 sur Arte. Elle reste inédite dans les autres pays francophones.

## Synopsis
Les enquêtes du commissaire Judith Mohn.
Le théâtre principal est la Sarre.

## Distribution

### Acteurs principaux
- Christina Hecke (de) (VF : Juliette Degenne) : Judith Mohn
- Rudolf Kowalski (de) (VF : Gabriel Le Doze) : Markus Zerner
- Robin Sondermann (de) (VF : Benjamin Gasquet) : Freddy Breyer
- Jeanne Goursaud : Lisa

 Source et légende : version française (VF) sur RS Doublage et selon le carton de doublage français d'Arte.

## Épisodes
1. Meurtre au fossé des anges (Mord am Engelsgraben) (2017)
2. Avatar meurtrier (Jette ist tot) (2018)
3. Enquête en eaux troubles (Still ruht der See) (2019)
4. Justice pour Nadine (Jagdfieber) (2020)
5. Dans une autre vie (In einem anderen Leben) (2021)
6. Un cri sous l'eau (Unter Wasser) (2022)
7. L'amour rend aveugle (Blind vor Liebe) (2023)
8. Justice sera rendue (Zwischen Recht und Gerechtigkeit) (2024)
9. À moi pour toujours (Für immer Dein) (2025)